# 139년

## 연호
- 후한(後漢) 영화(永和) 4년

## 기년
- 후한(後漢) 순제(順帝) 14년
- 신라(新羅) 일성 이사금(逸聖泥師今) 6년
- 고구려(高句麗) 태조대왕(太祖大王) 87년
- 백제(百濟) 개루왕(蓋婁王) 12년

## 사건
- 말갈이 신라를 침공하다.
- 하드리아누스 영묘가 완성되었고, 화장 되었던 황제의 시신과 아내인 비비나 사비나와 함께 안치되었다.
- 훗날 안토니누스 피우스의 뒤를 이어 황제가 되는 아우렐리우스 황제는 피우스의 딸 소 파우스티나와 혼인 하였다.